# Cycle de vie de l'insecte

Les différents stades de vie chez les Culicidae.

Le cycle de vie de l'insecte ou cycle de développement de l'insecte passe par plusieurs stades de transformations physiques appelés « mues ». Les stades larvaires et nymphaux ne sont pas présents dans ce cycle chez tous les insectes.
La reconnaissance visuelle de certains stades comme celui d'œuf, de larve ou d'adulte est relativement aisée. La différenciation entre les derniers stades de transformation présents, c'est-à-dire entre le stade nymphal, pupal ou celui, très primitif, de subimago est plus complexe à l'observation externe. D'autres, enfin, comme le stade pronymphal ou le stade prénymphal, tous deux faisant partie du stade larvaire, requièrent une approche scientifique basée sur la méthode des différences.
Il existe chez les insectes deux types de développement. Un direct avec une morphogenèse progressive ou un indirect avec une morphogenèse par métamorphose.

## Biotopes de développement
Les insectes se sont adaptés à des biotopes très variés. Ils sont capables de vivre, selon les espèces, sous quelques centimètres d'eau comme à des altitudes dépassant les 2 000 m, tel Anopheles funestus, D'autres, étant xérophiles tel Onymacris unguicularis, sont adaptés à l'hyper-aridité. D'autres encore, tels les membres de la famille des Carabidae, étant psychrophiles, sont capables de réduire leur volume d'eau et de synthétiser du glycérol. Certains, telles les espèces de l'infra-ordre Terebrantes, sont radiorésistants.
Tous sont capables, à n'importe quel stade de leur cycle de vie, de mettre leur métabolisme en diapause lorsque les conditions environnementales sont défavorables à leurs besoins physiologiques.
La majorité des adultes vivent dans un écosystème aérien même si leur larve et leur éventuelle nymphe est dulcicole comme celles des Culicidae ou des Odonata qui, vivant sous la surface de l'eau, respirent par une papille anale ou celles des Simulium qui possèdent deux branchies. Environ 30 % des espèces dépendent, leur vie entière, d'un milieu aquatique tels les Belostomatidae. Certains, tel Halobates sericeus, sont même adaptés à un milieu marin.

## Types de développement
Le développement peut être direct et consiste alors principalement en un processus de croissance accompagné de transformations parfois appelées « métamorphoses progressives » ou être indirect et comporte alors une métamorphose stricto sensu aussi appelée « métamorphose de puberté » qui se produit au stade nymphal.
| Type          | À l'éclosion | Nymphe | Morphogénèse | Développement |
| ------------- | ------------ | ------ | ------------ | ------------- |
| Amétabole     | juvénile     | non    | progressive  | direct        |
| Paurométabole | juvénile     | non    | progressive  | direct        |
| Hémimétabole  | larve        | non    | progressive  | direct        |
| Holométabole  | larve        | oui    | métamorphose | indirect      |

## Stade embryonnaire
La plupart des insectes sont ovipares. Cependant, certains, comme les pucerons sont vivipares et d'autres, comme les blattes, sont ovovivipares.

### Oviparité
Lors de l’oviposition, la femelle pond ses œufs soit isolément soit en grappe sur un substrat qui servira de nourriture à la larve soit sur l'eau ou sur un support la surplombant ; l'eau servant alors de repaire à la larve. L'air ou eau sont aussi les terrains de chasse des espèces dont la larve ou le juvénile est zoophage. Chez les insectes entomophages dont la larve est parasitoïde, le substrat est l’œuf (parasitoïde ovolarvaire) ou la larve (parasitoïde larvaire) d'un autre insecte ; c'est le cas, entre autres, chez les cicadelles ou dans la super-famille des Chalcidoidea.
Les œufs déposés en grappe peuvent être enfermés dans une oothèque protectrice qui est abandonnée sur place, comme chez la mante religieuse, ou, comme dans la sous-famille des Belostomatidae, transportés, sans autre protection que leur chorion, sur le dos du mâle. Déposées sur l'eau, les grappes d’œufs sont appelées « nacelles ».
La couleur de l’œuf oscille d'une valeur blanche plus ou moins translucide, comme chez les espèces dont les larves sont lucifuges, aux couleurs les plus variées.
Sa forme varie généralement entre une forme ovoïdale classique et une forme oblongue. Cependant, des apparences très variées se rencontrent dans le sous-ordre des Ditrysia ; elles peuvent prendre la configuration d'une poire (dans le genre Colias), d'une amphore ou d'une carafe (dans la sous-famille des Ennominae), voir d'un disque (dans la sous-famille des Geometrinae). Le seul point commun à tous est la présence d'un micropyle.
La plus grande longueur d'un œuf est dépendante de la taille de l'adulte. Elle peut varier entre environ 0,7 mm, comme chez le pou, et environ 5 mm, comme chez le dynaste Hercule.
Les œufs possèdent souvent leur propre moyen de défense contre les prédateurs. Ainsi dans le sous-ordre des Heteroptera, ils possèdent une couronne de glandes exocrines produisant une substance malodorante ; dans l'ordre des Lepidoptera, ils contiennent les toxines ingérées par les adultes.
Ils ont aussi la particularité de pouvoir se placer en diapause lorsque les conditions environnementales sont défavorables. Ainsi, les œufs de la famille des Culicidae peuvent survivre plusieurs mois en sous activité métabolique alors que, dans les conditions optimales, ils éclosent en 1  à   2 jours.

Œufs de différentes couleurs et formes
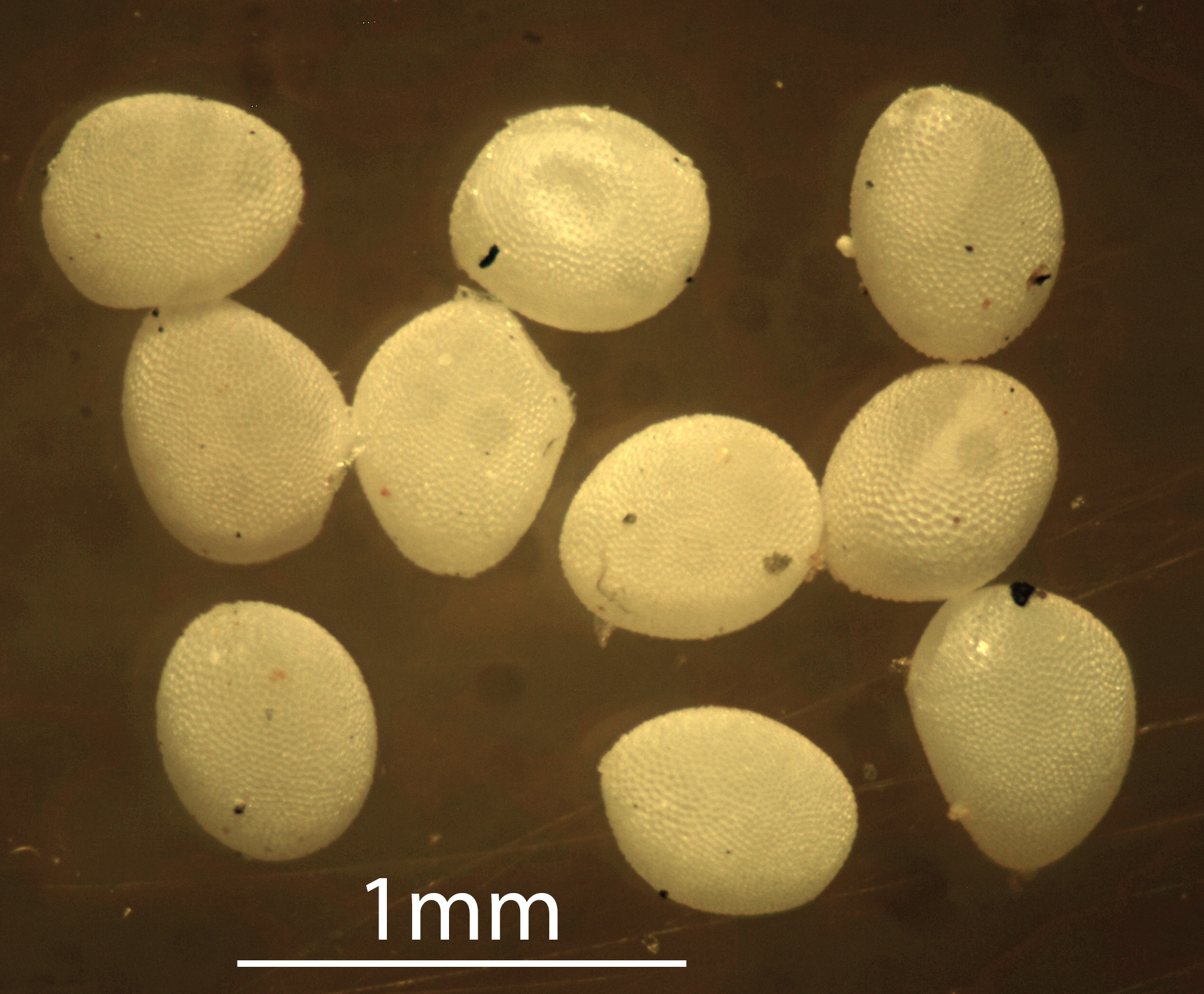
Anobium punctatum
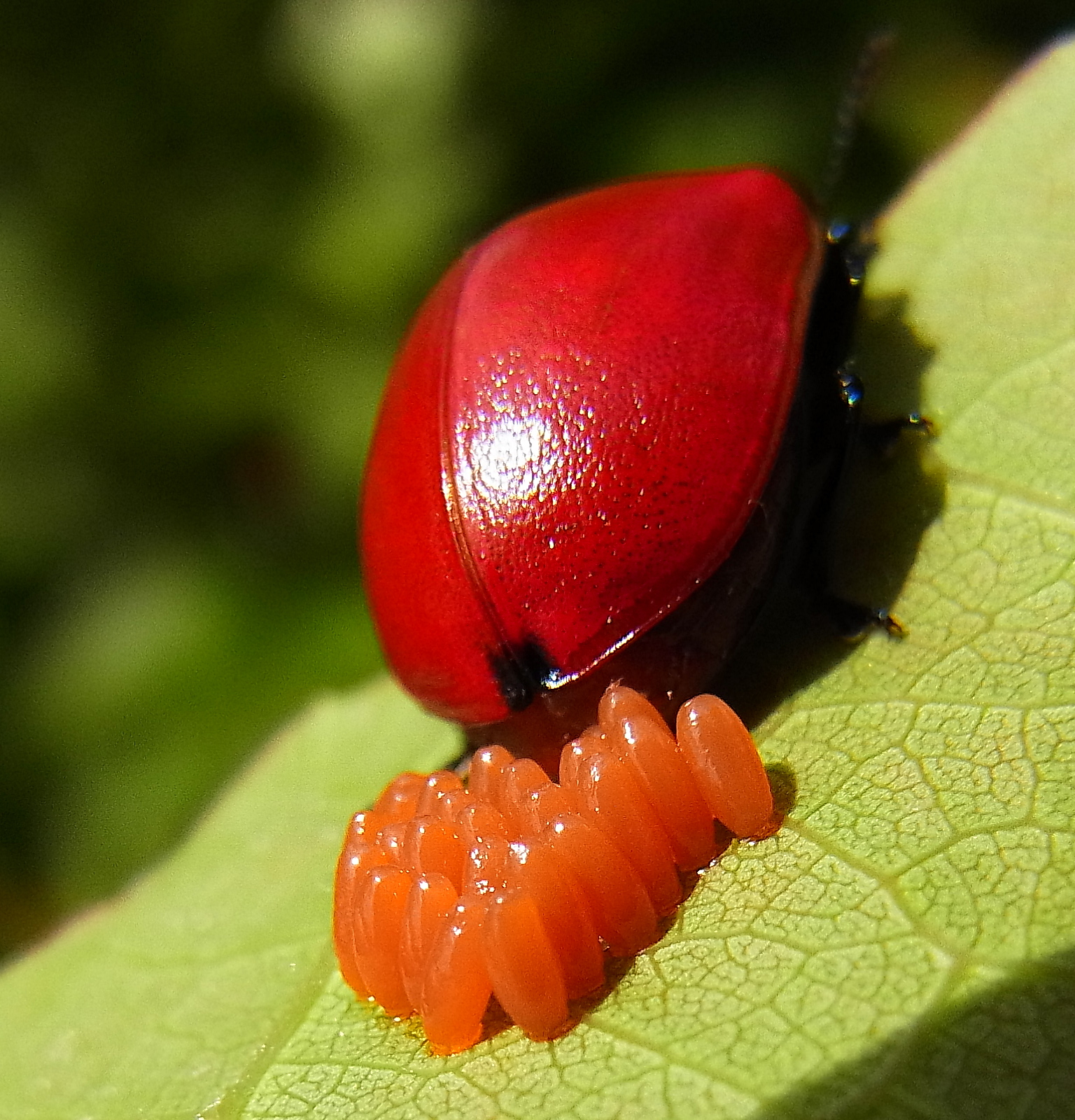
Chrysomela populi
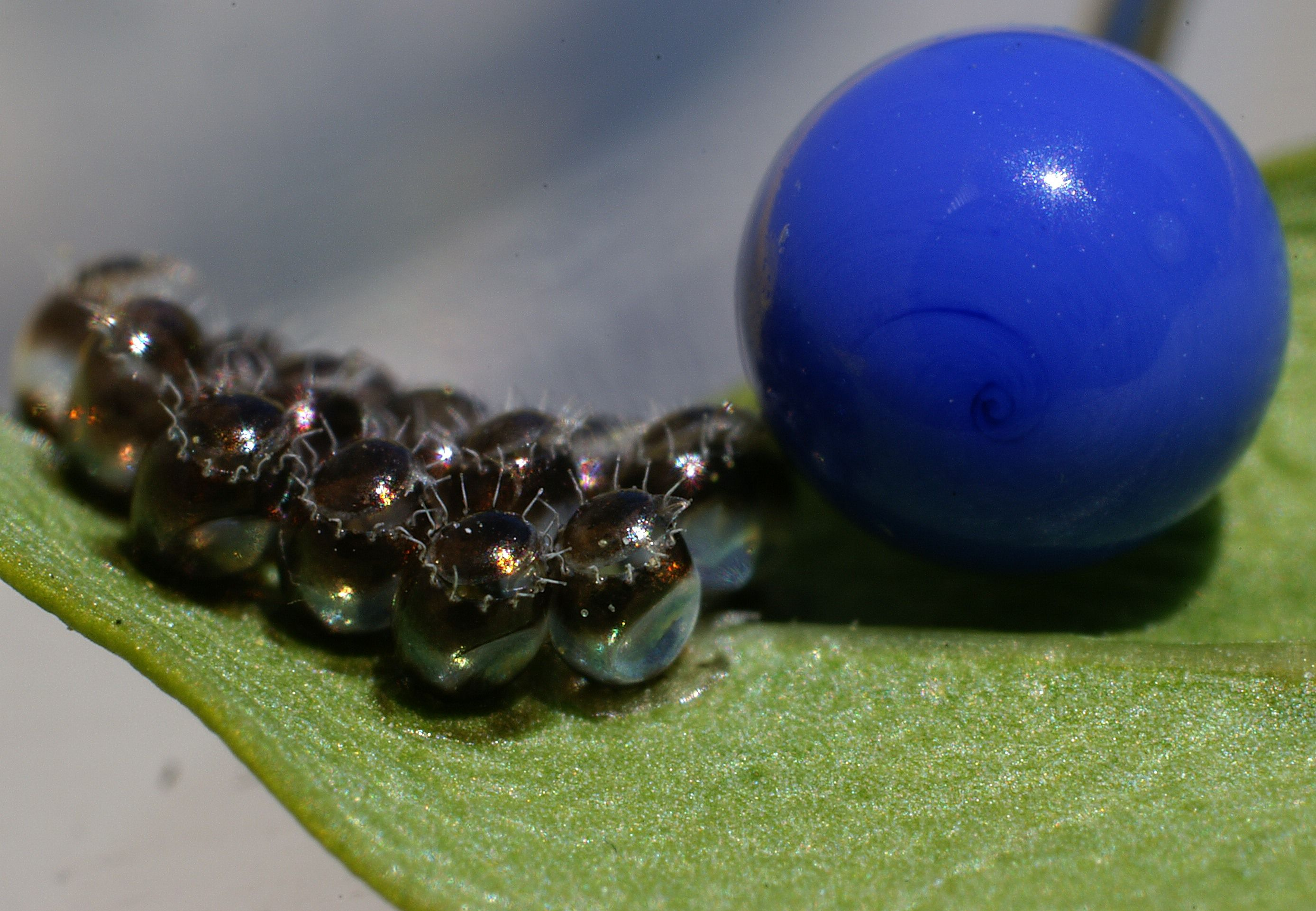
Heteroptera
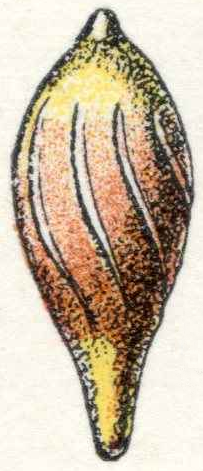
Colias
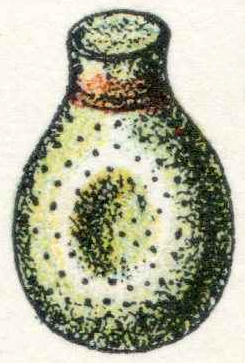
Ennominae
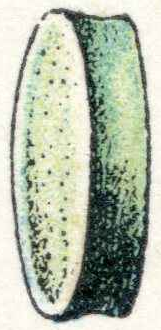
Geometrinae

### Viviparité
Les embryons se développent à l'intérieur de la mère. Celle-ci donne naissance à des juvéniles qu'elle aura nourris jusqu'à la parturition comme chez le puceron.

### Ovoviviparité
Comme pour la viviparité, les embryons se développent dans le corps de la mère mais sans relation nutritive avec celle-ci. Ici aussi, la parturition fait apparaître des juvéniles.
La femelle de l'ordre des Blattaria a la particularité d'enfermer sa ponte, entre 12  et   40 œufs selon l'espèce, dans une oothèque qu'elle conserve pendant quelques jours à l'intérieur de son tractus génital avant de l'éjecter en partie et de la transporter à l'extérieur de son abdomen. La parturition dépend du moment ou l'insecte abandonne cette oothèque : après quelques jours chez la Blatte américaine, après environ une centaine de jours chez la Blatte germanique.

## Stades de spécification

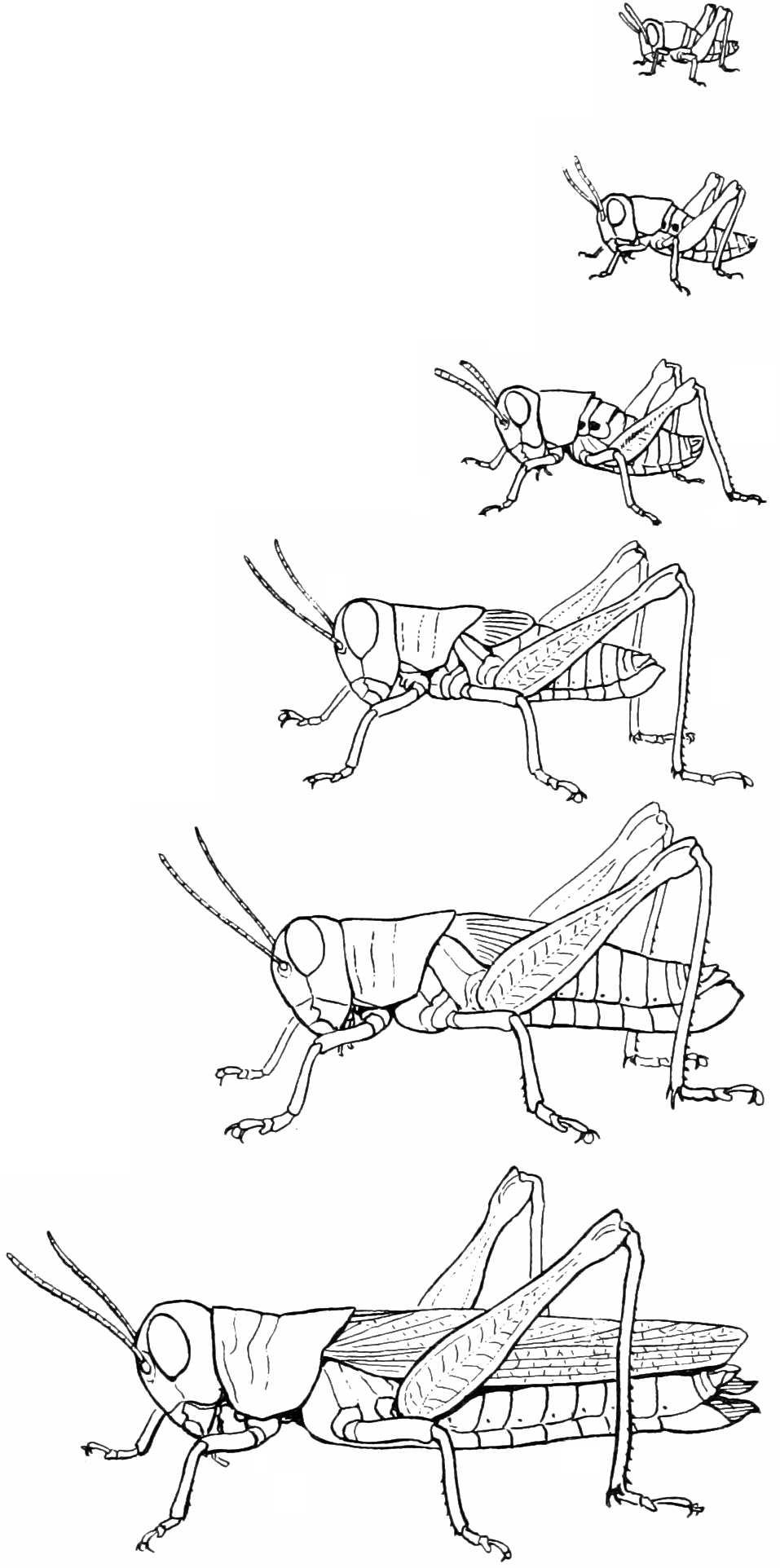
Les cinq stades juvéniles et le stade imaginal de Melanoplus sanguinipes.

### Stade juvénile
Les amétaboles et les paurométaboles  passent par un stade de juvénile. Ces juvéniles vivent dans le même biotope que les adultes et leur mode de vie (hormis la reproduction) est identique.

#### Amétabole
Les amétaboles, du grec ancien ametabolế qui signifie « sans changement » (par la combinaison du an (αν) privatif et de metabolế (μεταβολή) « changement »), se caractérisent par un juvénile semblable, à la taille près, à l'adulte. Le développement s'effectue durant les mues de croissance dont la dernière apporte la maturité sexuelle. Les deux ordres amétaboles sont les Archaeognatha et les Zygentoma, tous deux aptères.

#### Paurométabole
Les paurométaboles, du grec ancien παῦρος (« petit ») et μεταβολή (« changement »), n'ont pas non plus de stade immobile entre le juvénile et l'adulte. Le juvénile ressemble à l'adulte à l'exception de la taille, des ailes et du genitalia qui se développent de manière progressive lors des mues de croissance. Les deux principaux ordres paurométaboles sont les Orthoptera et les Dermaptera, tous deux ailés.

### Stade larvaire
Les hémimétaboles et les holométaboles passent par un stade larvaire.
Les stades larvaires sont :
- la pronymphe : c'est le premier stade larvaire après l'éclosion pendant lequel la larve est peu active et ne se nourrit pas par elle-même[10]. La cuticule ne possède pas de sclérites, les pattes et autres appendices sont, proportionnellement par rapport au reste du corps, plus courts que dans les stades larvaires suivants[11]. Ce stade dure entre quelques minutes et 3  à   4 jours et se termine par la première mue de croissance[note 3] ;
- les métamorphoses progressives : ces mues de croissance s'opèrent schématiquement selon un processus de mue identique et sont déclenchées par deux hormones : l'ecdysone produite par la glande de mue et l'hormone juvénile (JH) produite dans le corps allate[11]. Ces métamorphoses, au nombre de trois dans la famille des Culicidae et au nombre de cinq chez certaines espèces de l'ordre des Lepidoptera, rythment les différents stades larvaires appelés « L1 » (pour le stade pronymphal) à « L4 » (si trois mues) ou « L6 » (dans les cas avec cinq mues). Chez les espèces dont l'imago femelle est aptère alors que celui du mâle est ailé, comme dans la super-famille des Coccoidea, 1  à   2 mues supplémentaires, induisant l'apparition des ailes, sont nécessaires pour le mâle par rapport à la femelle[note 4] ;
- la prénymphe ou la prépupe : qui est la fin du dernier stade larvaire avant le stade nymphal ou le stade pupal[12] chez les holométaboles. La larve cesse de se nourrir et, pour certaines espèces, commence à confectionner son cocon. Ce dernier peut être réalisé avec des éléments du substrat agglomérés grâce à la bave produite par les glandes salivaires ou, comme chez Bombyx mori, confectionné uniquement de cette bave. C'est au cours de ce stade que la faculté de régénérer une amputation de patte disparait complètement[13] ;
- la métamorphose de puberté : qui marque la fin du stade larvaire et le début du stade pubertaire particulier.

#### Hémimétabole
Les larves des hémimétaboles, du grec ancien ἡμι- hêmi- (« à moitié ») et μεταβολή metabolế (« changement »), ont un mode de vie comparable à celui des adultes et, ne passant pas par un stade nymphal, font partie, tout comme les paurométaboles, des hétérométaboles. Elles sont aptères (même si des ébauches d'aile apparaissent au fur et à mesure des métamorphoses progressives) et sont hexapodes comme les adultes.

#### Holométabole
Le mode de vie des larves holométaboles, du grec ancien ὅλος hólos (« entier ») et μεταβολή metabolế (« changement »), est différent de celui des adultes, certaines larves sont zoophages alors que l'adulte est phytophage, elles sont aptères et passent par un stade nymphal.
Les moyens de locomotion sont variés. Si la plupart des larves sont munies de trois paires de pattes uniramées, d'autres, comme les chenilles, possèdent, en plus, quatre paires de fausses pattes abdominales et une fausse patte anale ou, comme Stegobium paniceum, une ventouse ventro-abdominale. D'autres sont apodes ; c'est le cas  des moustiques qui se déplacent dans l'eau par saccades grâce à des tortillements de l'abdomen (les soies garnissant les côtés du thorax et de l'abdomen ne servant que de balanciers) ou des asticots qui se meuvent par reptation.
Certaines de ces larves portent un nom vernaculaire particulier :
- asticot dans l'infra-ordre des Muscomorpha,
- chenille dans l'ordre des Lepidoptera,
- ver à soie chez Bombyx mori,
- ver blanc dans la sous-famille des Melolonthinae,
- ver de farine chez Tenebrio molitor,
- ver gris dans la super-famille des Noctuoidea.

Différents types de larves holométaboles
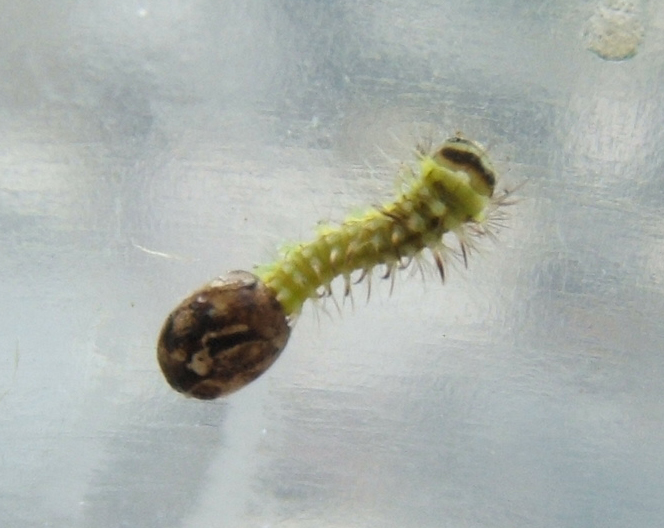
Pronymphe d′Actias luna
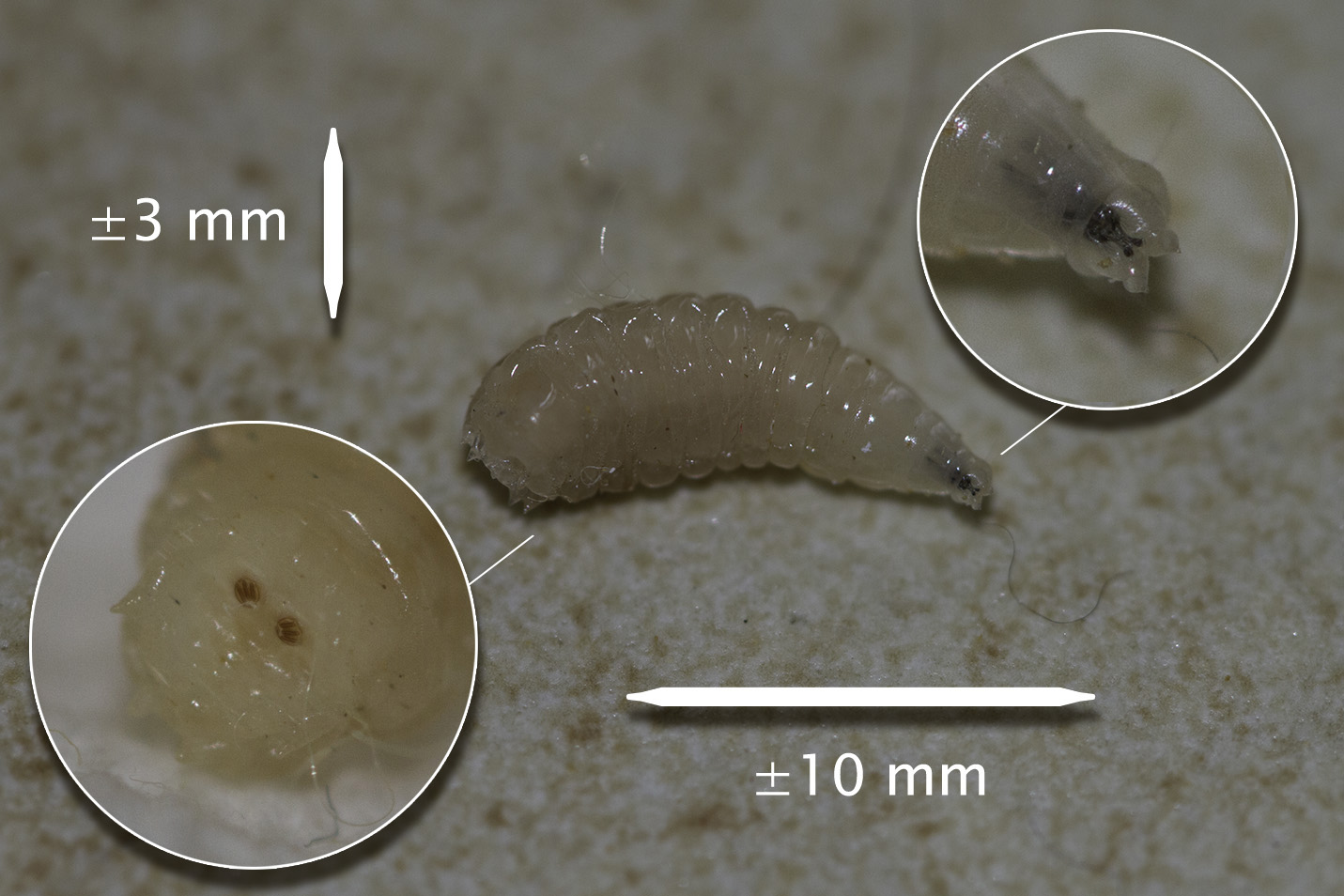
Asticot de Musca
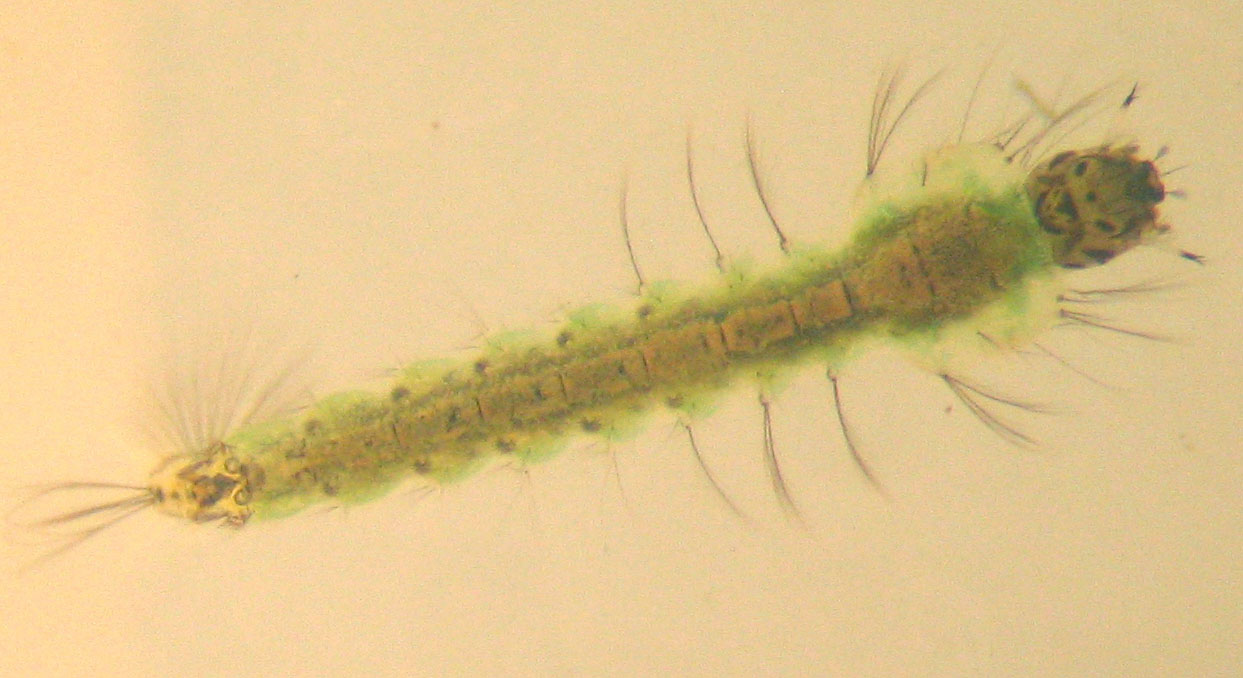
Larve d'Anopheles
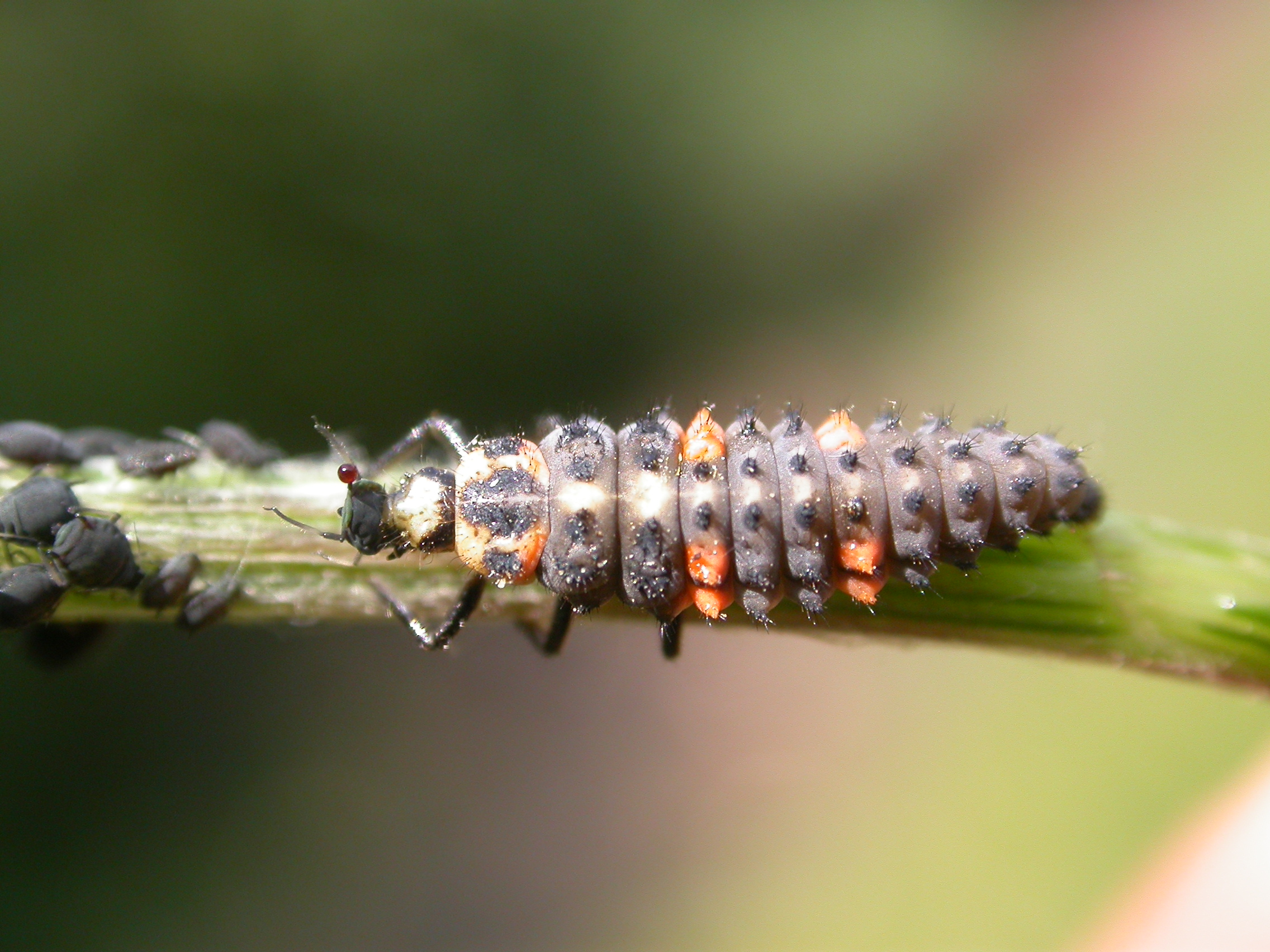
Larve de Coccinella septempunctata
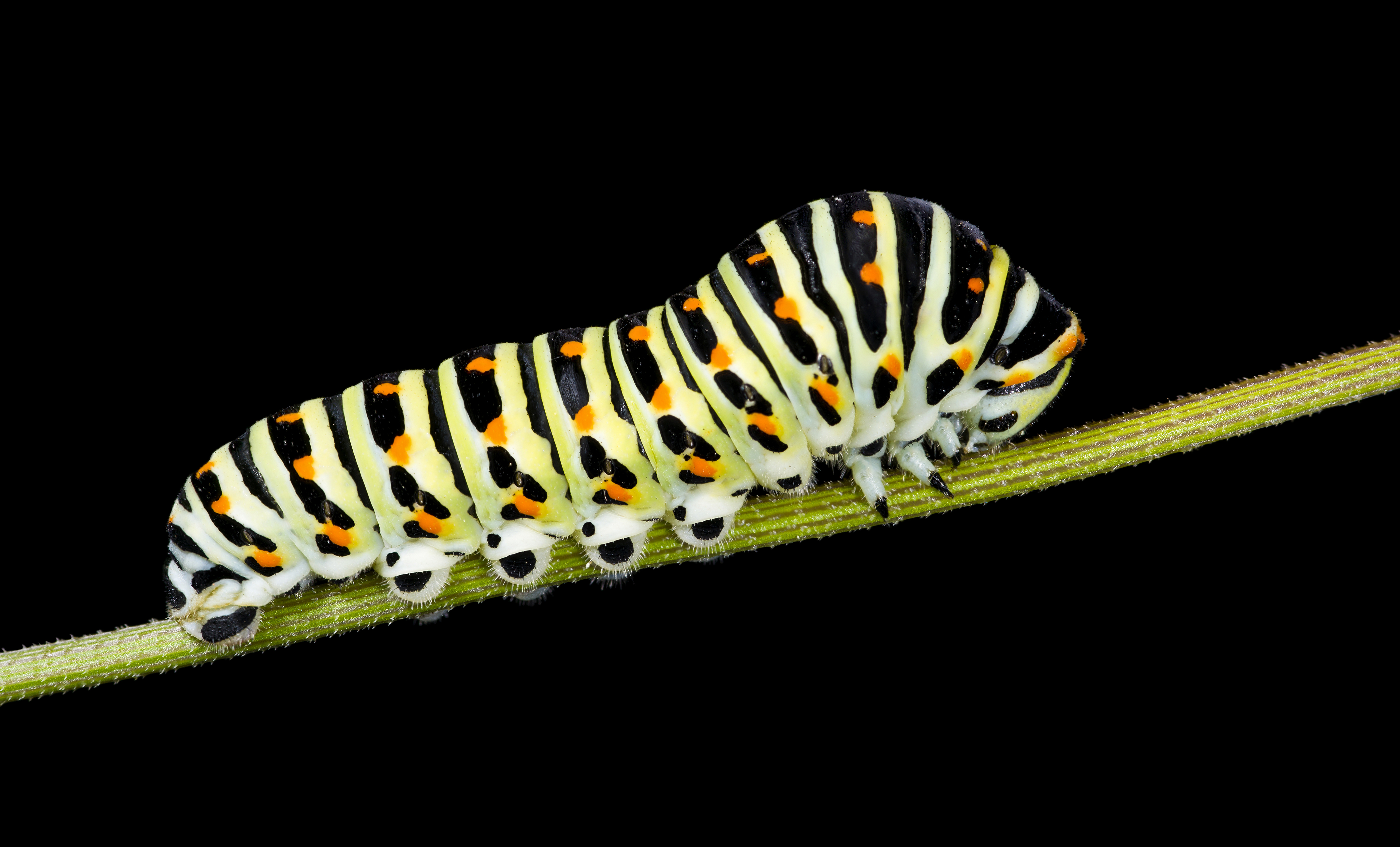
Chenille de Papilio machaon
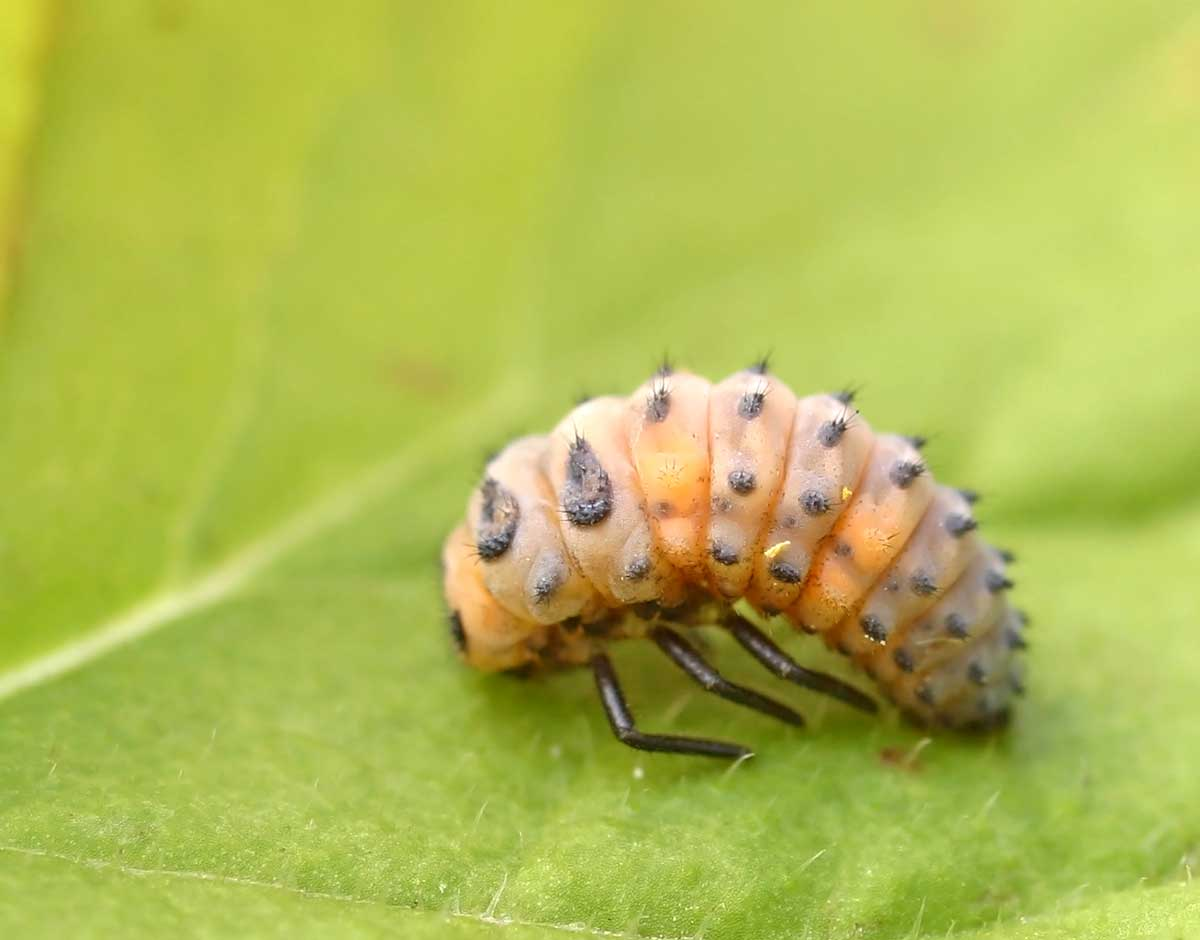
Prénymphe de Coccinella septempunctata

## Stades pubertaires particuliers
Aussi appelés « métamorphoses de puberté », ils débutent par une mue nymphale et se terminent par une mue imaginale. Les stades de nymphe et de pupe chez les holométaboles et de subimago dans la famille des Ephemeridae constituent, non seulement la dernière « métamorphose progressive » mais aussi, une métamorphose stricto sensu. La pupe se différencie des deux autres formes nymphales par le fait que la métamorphose s'effectue au cours d'un processus comprenant toutes les étapes de la mue sauf l'exuviation.
Comme dans les métamorphoses progressives (voir supra), la métamorphose de puberté est déclenchée par l'ecdysone produite par la glande de mue mais pas par l'hormone juvénile ; celle-ci sera de nouveau sécrétée lors de la mue imaginale provoquant ainsi la maturité sexuelle.
Ne pas confondre avec puparium qui, en anglais, désigne les pupes des diptères tandis que pupa (mais aussi Puppe en allemand) désigne les nymphes des autres holométaboles et que nymph désigne en anglais les stades larvaires des insectes hémimétaboles.

### Subimago
Ce stade, qui existe, entre autres, dans l'ordre des Ephemeroptera, se situe aussi entre la mue nymphale et la mue imaginale mais se déroule à l'air libre et non dans l'enceinte d'une nymphe. Le subimago, mobile, ressemble à l'adulte avec des cerques plus courts et est en état d'immaturité sexuelle. Celle-ci s'acquérant lors du stade nymphal.

### Nymphe
La nymphe est généralement peu mobile et ne s’alimente pas, le corps s'est vidé de toute réserve alimentaire depuis le stade prénymphal (voir supra).
Lors de cette métamorphose, elle acquiert tous les caractères de l’adulte tels les yeux composés, les antennes, les pièces buccales, les appendices, les ailes et la maturité sexuelle. Les formes nymphales des insectes sont les nymphes libres, les nymphes momies et les pupes.

#### Nymphe libre
Également appelée « nymphe nue », elle est présente dans l'ordre des Coleoptera (Dytiscida, Tenebrio molitor), des Neuroptera, des Hymenoptera et de quelques Lepidoptera. La nymphe libre est blanchâtre, immobile (bien que des flexions abdominales soient parfois à l’origine de déplacements) et possède des appendices appliqués le long du corps.

#### Nymphe momie
Aussi connue sous le terme de « nymphe emmaillotée » ou de « chrysalide », elle est présente chez beaucoup de Lepidoptera, dans le sous-ordre des Brachycera et dans les familles des Coccinellidae et des Staphylinidae. La nymphe momie est caractérisée par l’adhérence des appendices et des ailes au corps. Généralement sclérifiée et parfois entourée d’un cocon de soie, elle peut aussi être animée de mouvements dus à des flexions abdominales.
Chez les Simulium, dont la nymphe est, tout comme la larve, aquatique, la respiration s'effectue par des filaments branchiaux.

#### Pupe
La pupe est présente dans l'ordre des Diptera. C'est un individu totalement enfermé dans la dernière exuvie larvaire et complètement immobile chez les larves terrestres. Cette exuvie appelée « puparium » est rigide du fait d’un tannage quinonique de la fonction amine (NH2) libre des protéines de structure qui, bien que n'affectant pas les arthropodines de l'endoticule, rend l'exocuticule plus dure. La procuticule du puparium étant décollée du futur imago, l'ensemble prend une forme ovoïde ou globuleuse.
Chez les Culicidae, la pupe flotte sous la surface de l'eau et respire l'air via deux tubas appelés « trompettes respiratoires » ; elle est animée de mouvements dus à des flexions abdominales.

Les différents stades pubertaires particuliers
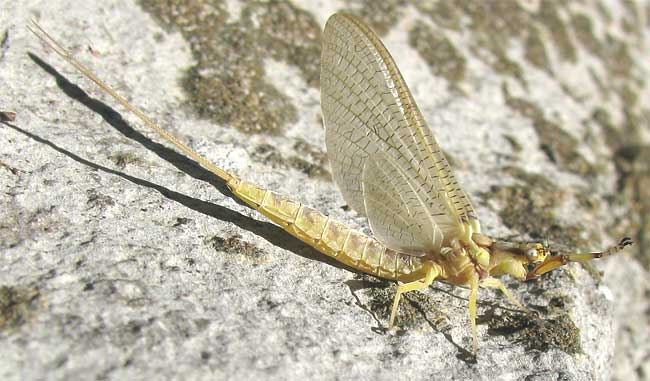
Subimago d'Ephemeroptera
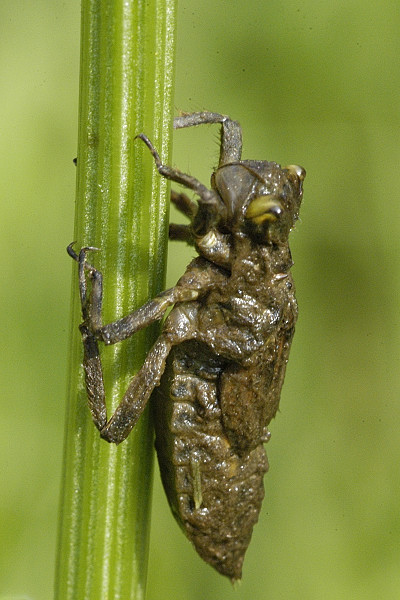
Nymphe de Libellula depressa
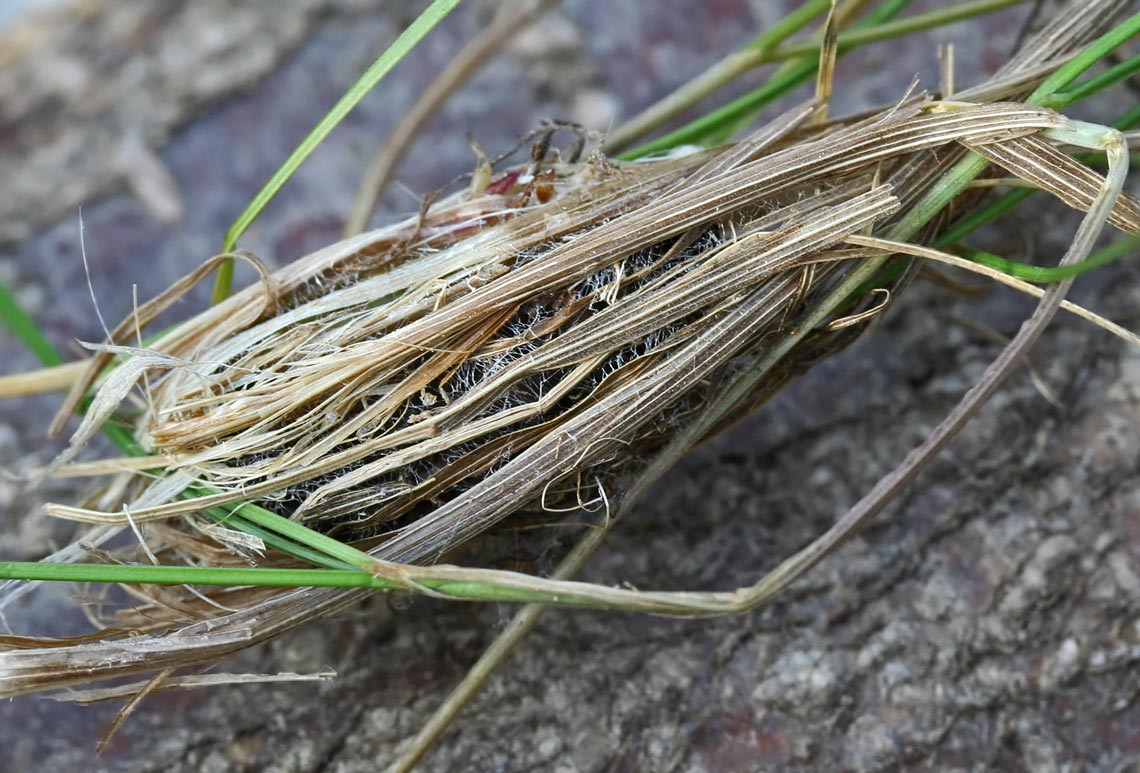
Cocon d'Acronicta rumicis
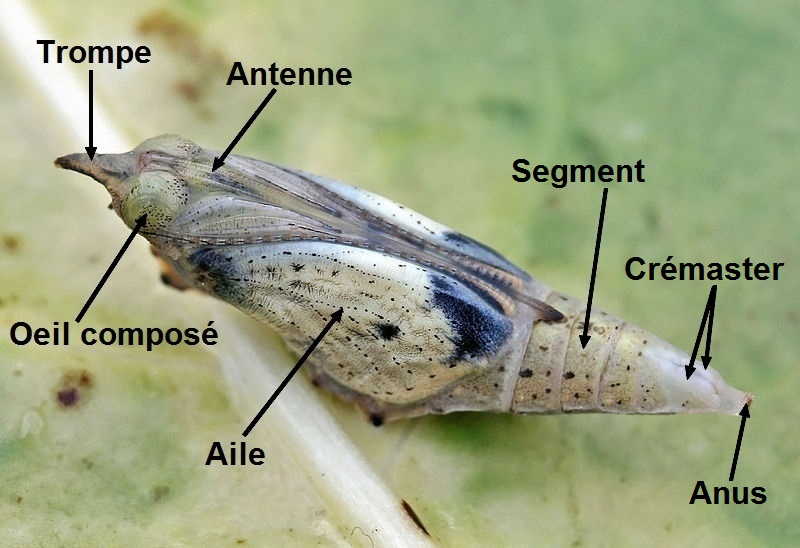
Chrysalide de Pieris rapae
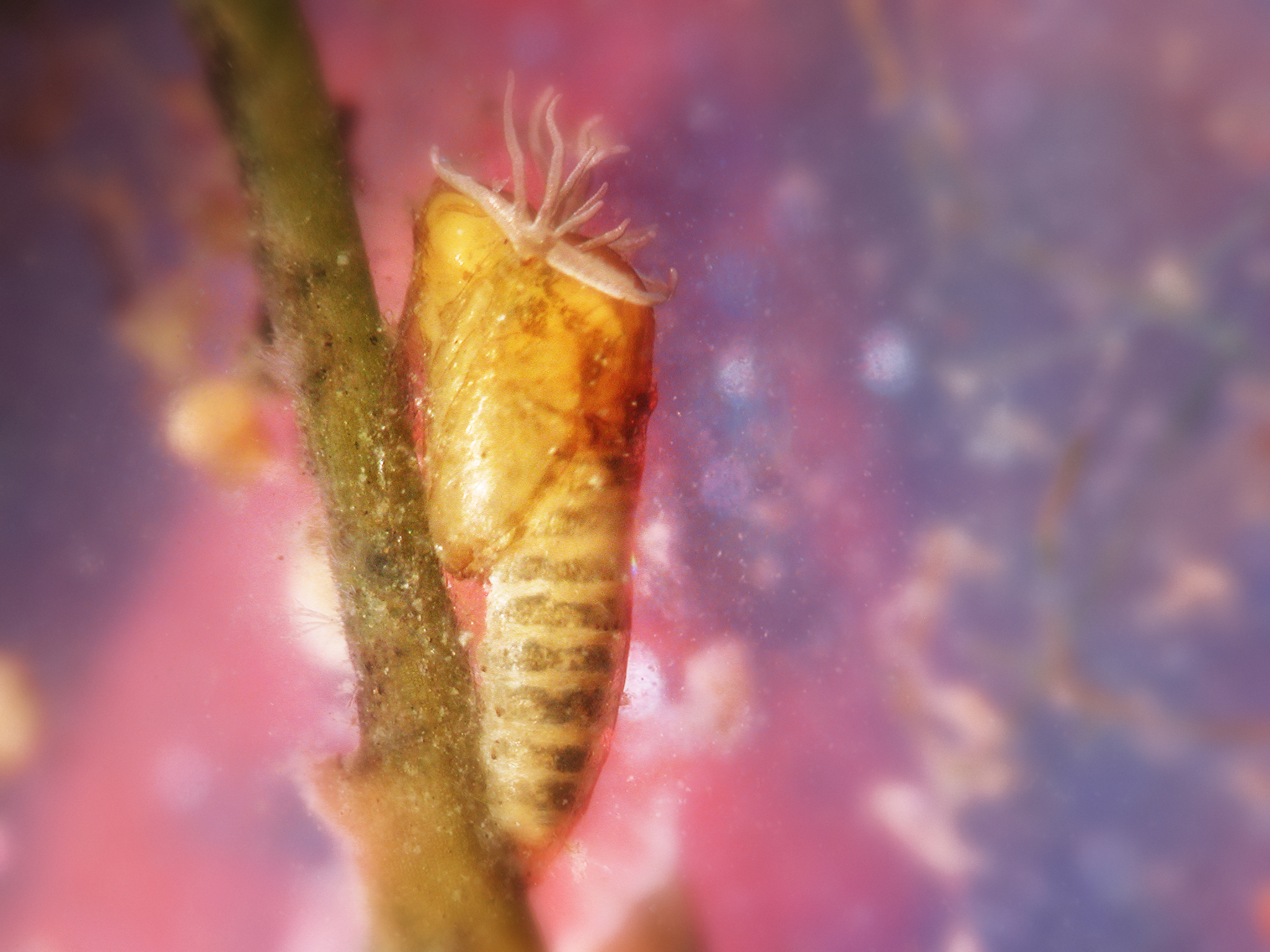
Nymphe de Simulium
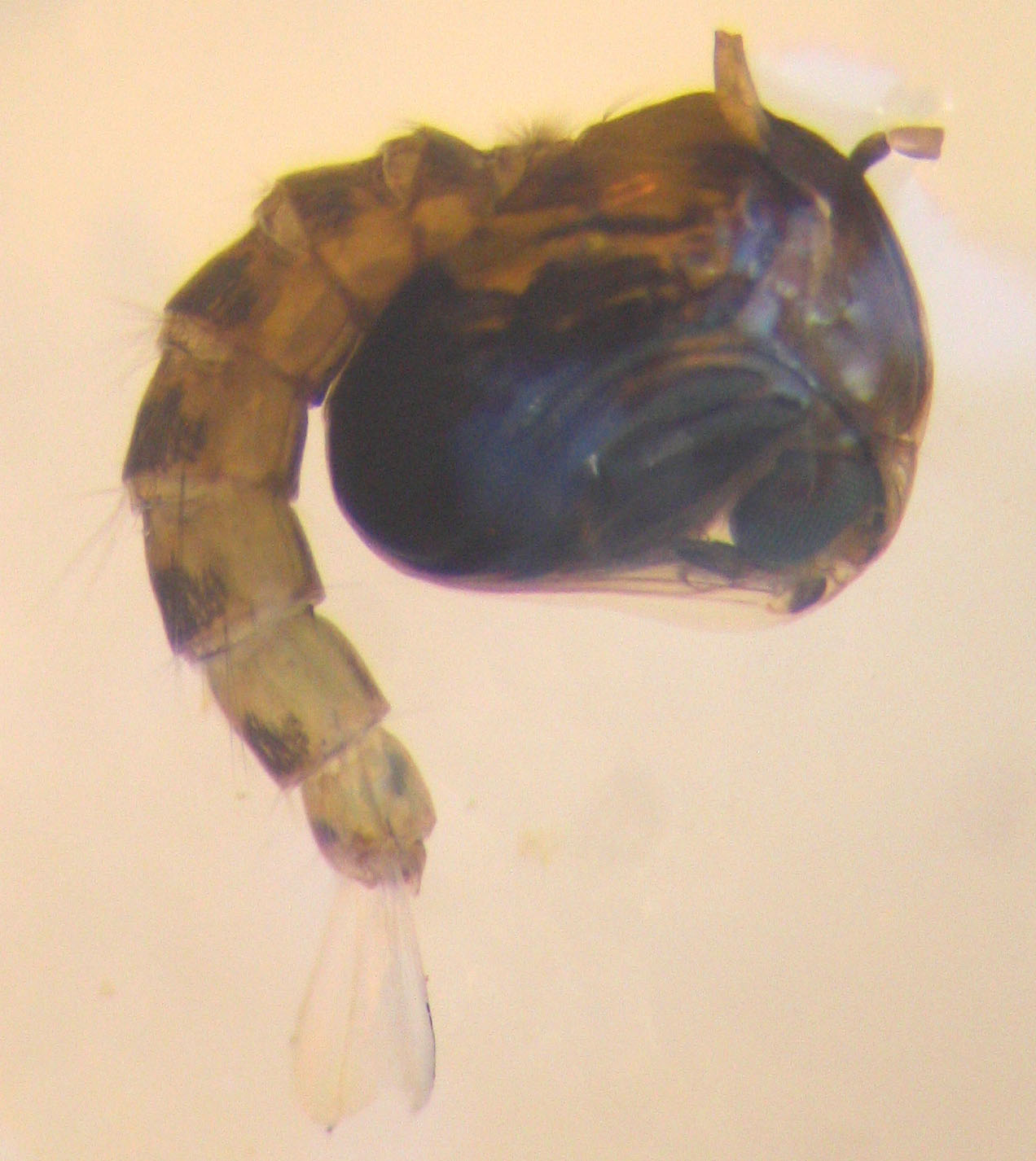
Pupe de Culicidae

## Stade imaginal
Dès sa sortie de l'exuvie de la nymphe imaginale, l'imago secrète un méconium fait de l'urée d'ammonium produite pendant la métamorphose. L'insecte a maintenant acquis sa morphologie et sa taille définitive, sauf chez les amétaboles qui subissent encore deux mues de croissance au stade d'imago. Son système de reproduction et les ailes des ptérygotes sont fonctionnels.
Chez les Aphidoidea, les Formicidae et les Apidae, les caractères sexuels primaires sont uniquement déterminés par la fécondation ou non de l’œuf dont est issu cet imago. La parténogenèse thélytoque produit uniquement des femelles chez les Aphidoidea tandis que la parténogenèse arrhénotoque produit uniquement des mâles chez les Formicida et les Apidae.
C'est le stade le plus court du cycle de vie, celui-ci ne servant qu'à la reproduction de l'espèce. Chez les ovipares, la femelle vit plus longtemps que le mâle et est capable de se placer en diapause, tels dans la famille des Culicidae, pendant plusieurs mois.